# Ricardo Pietreczko
Ricardo Pietreczko (* 20. Oktober 1994 in Berlin) ist ein deutscher Dartspieler. Im Januar 2022 gelang ihm mit dem Gewinn der Tourkarte bei der PDC der Schritt zum Profi. Sein bisher größter Erfolg ist der Gewinn der German Darts Championship 2023.

## Karriere
Ricardo Pietreczko begann im Alter von 16 Jahren mit dem Dartspielen. 2014 nahm er erstmals an einigen Qualifiern für Turniere auf der European Darts Tour teil. Bei der Super League 2015 erreichte Pietreczko das Halbfinale, 2016 konnte er diese wegen beruflicher Verpflichtungen nicht zu Ende spielen. 2016 nahm er zum ersten Mal für die deutsche Nationalmannschaft am 4-Nations-Cup teil, wo er im Einzel das Halbfinale erreichte. Dort unterlag er mit 3:5 dem Niederländer Wesley Harms. Bei der EDU E-Dart-Europameisterschaft im kroatischen Poreč belegte er im Cricket-Wettkampf den zweiten Platz. Anfang 2017 erreichte er bei den Dinslaken Open das Finale, wo er seinem Landsmann Daniel Zygla unterlag. Beim WDF World Cup im japanischen Kōbe erreichte Pietreczko das Halbfinale. Des Weiteren konnte er sich für das World Masters 2017 qualifizieren. Im Juni 2018 wurde Pietreczko erstmals Deutscher Einzelmeister.
Im September nahm er mit den International Darts Open 2018 erstmals bei einem Turnier auf der European Darts Tour teil. Trotz guter Leistung unterlag er dort in der ersten Runde Ryan Searle mit 4:6. Er startete beim WDF Europe Cup in Ungarn und eine Woche später bei den World Masters 2018. Im November qualifizierte sich Pietreczko erneut für die Super League. Beim European Darts Grand Prix 2019 unterlag er Jamie Hughes in der ersten Runde mit 1:6. Nach einigen Siegen bei DDV-Turnieren konnte Pietreczko beim European Darts Grand Prix 2020 mit einem 6:1-Sieg über Luke Woodhouse in die zweite Runde einziehen, wo er allerdings José de Sousa unterlag. Auf der PDC Challenge Tour konnte Pietreczko 2021 fünfmal ins Viertelfinale einziehen.
Bei der PDC Qualifying School sicherte er sich im Januar 2022 für die nächsten zwei Jahre eine Tour Card für die PDC Pro Tour. Somit durfte er auch an den UK Open im März 2022 teilnehmen. Dort schlug er zunächst Scott Taylor, ehe er in Runde zwei gegen Zoran Lerchbacher ausschied. Bei den Players Championships 2022 belegte Pietreczko am Ende den 64. Platz, womit er für die Finals qualifiziert war. Am 5. November 2022 siegte er dort in der ersten Runde über den auf Platz 1 gesetzten Damon Heta, das folgende Spiel verlor er gegen Callan Rydz. Bei den UK Open 2023 Anfang März stieg Pietreczko in Runde zwei ein und verlor dort gegen Jelle Klaasen. Drei Wochen später nahm er an den European Darts Open 2023 teil. Nachdem er sich in der ersten Runde souverän gegen Geert Nentjes durchgesetzt hatte, konnte er in Runde zwei einen 1:5-Rückstand gegen den zweifachen Weltmeister Peter Wright noch zu einem 6:5-Sieg drehen und im Achtelfinale den BDO-Weltmeister Stephen Bunting bezwingen.  Erst im Viertelfinale unterlag er Rob Cross mit 5:6.
Im Oktober 2023 gewann Pietreczko die German Darts Championship 2023. Er besiegte hierfür der Reihe nach Mickey Mansell, Martin Schindler, George Killington und Stephen Bunting, bevor er sich im Halbfinale knapp mit 7:6 auch gegen Michael van Gerwen durchsetzte. Im Finale gegen Peter Wright glänzte er daraufhin mit einem 8:4 und einer 100-prozentigen Doppelquote. Pietreczko ist damit erst der zweite Deutsche nach Max Hopp, der einen Titel auf der PDC Pro Tour gewinnen konnte. Er qualifizierte sich durch diesen Sieg ebenfalls für den Grand Slam of Darts 2023, bereits früher im Turnierverlauf hatte er sich die Teilnahme an der European Darts Championship 2023 gesichert.
Dort schlug er in der ersten Runde den Titelverteidiger Ross Smith, in der zweiten Runde unterlag er Michael van Gerwen mit 7:10. Beim Grand Slam unterlag Pietreczko im ersten Spiel knapp Damon Heta, auch das zweite Spiel gegen die WDF-Weltmeisterin Beau Greaves verlor er. Im dritten Spiel bezwang er den amtierenden World-Matchplay-Sieger Nathan Aspinall, als das Ausscheiden in der Gruppenphase bereits feststand. Bei den Players Championship Finals 2023 startete Pietreczko auf Rang 23 und damit in der oberen Hälfte der Setzliste. Sein erstes Spiel gewann er gegen Christian Kist deutlich, in der zweiten Runde schied er gegen Ryan Searle aus.
Im Dezember 2023 feierte Pietreczko bei der PDC World Darts Championship 2024 sein WM-Debüt. Er war dabei der bestplatzierte Spieler der Pro Tour Order of Merit, der nicht bereits über die Order of Merit qualifiziert war. Nach Siegen über Mikuru Suzuki und Callan Rydz erreichte Pietreczko die dritte Runde, in welcher er den späteren Weltmeister Luke Humphries an den Rand einer Niederlage brachte. Er ging mit 3:1-Sätzen in Führung und beim Stand von 2:2-Legs fehlte nur noch ein Leg zum Sieg, das Entscheidungsleg dieses Satzes gewann Humphries allerdings genauso wie die folgenden Sätze und beendete die Begegnung mit 3:4.
Im Januar 2024 nahm Pietreczko als einziger deutscher Profispieler an der sechsten Ausgabe der Promi-Darts-WM teil. Im Team mit dem Rapper Eko Fresh gelang ihm der Turniersieg. Bei den UK Open 2024 stieg Pietreczko am 1. März in der dritten Runde ein und besiegte dort Michael Taylor, anschließend verlor er gegen Mervyn King. Eine Woche später nahm er bei den Belgian Darts Open 2024 erstmals als gesetzter Spieler an einem European-Tour-Event teil. Im Halbfinale unterlag er dem späteren Turniersieger Luke Littler. Mitte Juni debütierte Pietreczko beim World Matchplay 2024. In der ersten Runde unterlag er trotz eines Averages von 100,74 erneut Luke Humphries; der spätere Titelträger erreichte in diesem Spiel mit 108,76 den Bestwert des Turniers. Bei der Flanders Darts Trophy 2024 Anfang September gelang Pietreczko im Halbfinale erstmals ein Sieg über Humphries, womit er der erste Deutsche wurde, der zwei Finals auf der European Tour erreichen konnte. Dort unterlag er dem auf Platz zwei gesetzten Dave Chisnall mit 6:8.
Anfang Oktober war Pietreczko erstmals für den World Grand Prix qualifiziert. In der ersten Runde besiegte er Raymond van Barneveld, in der zweiten verlor er abermals gegen Luke Humphries, erreichte dabei aber als erster Deutscher einen Average von über 90 in einem World-Grand-Prix-Spiel. Bei der European Darts Championship 2024 erreichte Pietreczko nach Siegen über Damon Heta und Andrew Gilding zum ersten Mal in seiner Karriere das Viertelfinale eines PDC-Major-Turniers. Dort verlor er knapp gegen Danny Noppert. Bei der PDC World Darts Championship 2025 wurde Pietreczko mit Siegen über Zong Xiaochen, Gian van Veen und Scott Williams der zweite Deutsche, der das Achtelfinale einer PDC-Weltmeisterschaft erreichen konnte. Dieses verlor er jedoch deutlich mit 0:4 gegen Nathan Aspinall.

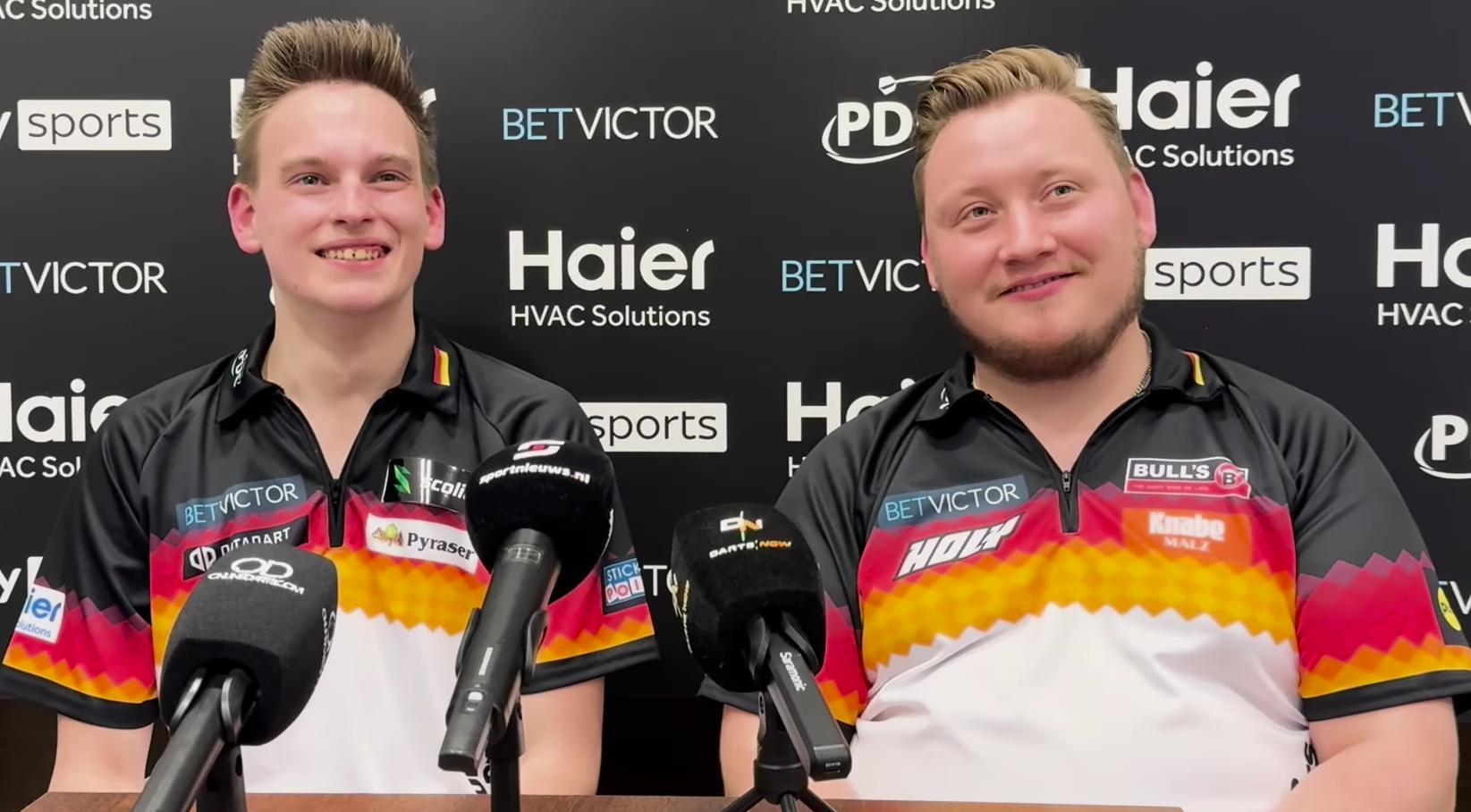
Das deutsche Team Ricardo Pietreczko und Martin Schindler im Interview nach dem ersten Spiel beim World Cup of Darts 2025.

Im Juni 2025 spielte Pietreczko erstmals im World Cup of Darts; als deutsche Nummer zwei vertrat er gemeinsam mit Martin Schindler sein Heimatland. Nach zwei souveränen Siegen über Portugal und Singapur in der Gruppenphase bekam das Team im Achtelfinale die häufig als Titelfavoriten genannten Engländer zugelost. Dort gelang ein 8:4-Sieg. Im Viertelfinale konnte Deutschland nach einem Rückstand auch den ehemaligen Titelträger Australien besiegen, erst im Halbfinale folgte das Aus gegen den späteren Titelträger Nordirland.

## Trivia
Sein Spitzname Pikachu entstand durch ein akustisches Missverständnis bezüglich seines Nachnamens. Während eines Turniers rief ihm jemand „Ey, Pietreczko, komm mal her“ zu, wobei eine andere Person jedoch „Pikachu“ verstand. Seitdem behielt Pietreczko diesen Namen.

## Weltmeisterschaftsresultate

### PDC
- 2024: 3. Runde (3:4-Niederlage gegen  Luke Humphries)
- 2025: Achtelfinale (0:4-Niederlage gegen  Nathan Aspinall)

## Turnierergebnisse
| Turnier                                    | 2017               | 2018               | ....                           | 2022                           | 2023                           | 2024                           | 2025                           |
| ------------------------------------------ | ------------------ | ------------------ | ------------------------------ | ------------------------------ | ------------------------------ | ------------------------------ | ------------------------------ |
| BDO-Major-Turniere                         |                    |                    |                                |                                |                                |                                |                                |
| World Masters                              | 4R                 | 5R                 | ....                           | Verband insolvent              | Verband insolvent              | Verband insolvent              | Verband insolvent              |
| WDF-Platin-/Major-Turniere                 |                    |                    |                                |                                |                                |                                |                                |
| WDF World Cup                              | HF                 | n/a                | n/t                            | n/a                            | n/t                            | n/a                            | n/t                            |
| WDF Europe Cup                             | n/a                | 4R                 | n/t                            | n/t                            | n/a                            | n/t                            | n/a                            |
| PDC-Ranking-Turniere                       |                    |                    |                                |                                |                                |                                |                                |
| Weltmeisterschaft                          | n/t                | n/t                | ....                           | n/q                            | n/q                            | 3R                             | 4R                             |
| World Masters                              | nicht ausgetragen  | nicht ausgetragen  | nicht ausgetragen              | nicht ausgetragen              | nicht ausgetragen              | nicht ausgetragen              | VR                             |
| UK Open                                    | n/t                | n/t                | ....                           | 2R                             | 2R                             | 4R                             | 4R                             |
| World Matchplay                            | n/t                | n/q                | ....                           | n/q                            | n/q                            | 1R                             | 1R                             |
| World Grand Prix                           | n/t                | n/q                | ....                           | n/q                            | n/q                            | AF                             |                                |
| European Championship                      | n/t                | n/q                | ....                           | n/q                            | AF                             | VF                             |                                |
| Grand Slam of Darts                        | nicht qualifiziert | nicht qualifiziert | nicht qualifiziert             | nicht qualifiziert             | GP                             | n/q                            |                                |
| Players Championship Finals                | n/t                | n/q                | ....                           | 2R                             | 2R                             | n/q                            |                                |
| PDC-Turniere ohne Einfluss auf das Ranking |                    |                    |                                |                                |                                |                                |                                |
| World Cup of Darts                         | nicht teilgenommen | nicht teilgenommen | nicht teilgenommen             | nicht teilgenommen             | nicht teilgenommen             | nicht teilgenommen             | HF                             |
| Karrierestatistiken                        |                    |                    |                                |                                |                                |                                |                                |
| Jahresendplatzierung                       | 692                | 165                | –                              | 94                             | 39                             | 34                             |                                |
| Verband                                    | BDO                | BDO                | Professional Darts Corporation | Professional Darts Corporation | Professional Darts Corporation | Professional Darts Corporation | Professional Darts Corporation |

| Legende zu den Turnierergebnissen | Legende zu den Turnierergebnissen | Legende zu den Turnierergebnissen | Legende zu den Turnierergebnissen | Legende zu den Turnierergebnissen | Legende zu den Turnierergebnissen | Legende zu den Turnierergebnissen | Legende zu den Turnierergebnissen | Legende zu den Turnierergebnissen | Legende zu den Turnierergebnissen |
| --------------------------------- | --------------------------------- | --------------------------------- | --------------------------------- | --------------------------------- | --------------------------------- | --------------------------------- | --------------------------------- | --------------------------------- | --------------------------------- |
| n/t                               | nicht teilgenommen                | n/q                               | nicht qualifiziert                | n/a                               | nicht ausgetragen                 | #R                                | Aus in jeweiliger Runde           | GP                                | Aus in der Gruppenphase           |
| AF                                | Achtelfinalist                    | VF                                | Viertelfinalist                   | HF                                | Halbfinalist                      | F                                 | Turnierfinalist                   | S                                 | Turniersieger                     |

## Titel

### PDC
- Pro Tour
  - European Darts Tour
    - European Darts Tour 2023:  German Darts Championship

### Sonstige Turniergewinne
- 2024: Die Promi-Darts-WM